# Nils Palmgren (konstkritiker)
Nils Oscar Emanuel Palmgren, född 1 februari 1890 i Härnösand, 1 mars 1955 i Bromma, var en svensk konsthistoriker och konstkritiker. Han var far till Lisbet Palmgren och Siv Widerberg.
Nils Palmgren var son till skohandlaren Frans Oscar Palmgren. Efter mogenhetsexamen vid Härnösands högre allmänna läroverk 1909 blev han student vid Uppsala universitet 1909 och vid Stockholms högskola 1910. Han studerade främst zoologi och efter att ha återvänt till Uppsala universitet blev han 1913 filosofie kandidat och 1916 filosofie magister där. Efter studierna flyttade han till Sigtuna där han 1917-1920, 1923-1926 och 1932-1936 arbetade som lärare vid Sigtunastiftelsens folkhögskola. Han var även 1917-1920 ledamot av Sigtunas stadsfullmäktige. 1917-1920 var Palmgren konstkritiker i Afton-Tidningen och återupptog därefter sina universitetsstudier med inriktning mot konst och särskilt konsthistoria. Han fortsatte samtidigt att arbeta som konstkrititer, 1923-1924 i Folkets Dagblad Politiken, 1924-1925 i Den Nya Politiken, 1926 i Social-Demokraten och från 1933 i Aftonbladet. Sin egen forskning inriktade han mot kinesisk konst och han licentiatavhandling 1927 kom att avhandla kinesisk keramik. Efter att ha deltagit vid arkeologiska utgrävningar i Asine kvalificerade han sig för en tjänst som amanuens vid Kungliga Vitterhets Historie och Antikvitets Akademiens östasiatiska samlingar 1926-1934. Nils Palmgren blev filosofie doktor 1936 efter att 1934 ha disputerat med en avhandling om systematiseringen av Johan Gunnar Anderssons utgrävningsmaterial från stenåldern i Kina. Palmgren var ledamot av styrelsen för Föreningen Handarbetets vänner 1934-1949 och vice ordförande där 1942. 1936-1950 var han tillförordnad intendent vid kronprinsens kinesiska samlingar, från 1950 konungens kinesiska samlingar.

### Uppslagsverk
- Schaffer, Barbro: Nils O E Palmgren i Svenskt biografiskt lexikon (1992–1994)